# Chris Quinlan
Chris Quinlan – nowozelandzki zapaśnik walczący w stylu wolnym.
Zajął 25. miejsce na mistrzostwach świata w 1991. Szósty na igrzyskach Wspólnoty Narodów w 1994. Brązowy medalista mistrzostw Wspólnoty Narodów w 1991 i mistrzostw Oceanii w 1992 roku.